# Helene Sedlmayr

Porträt von Helene Sedlmayr

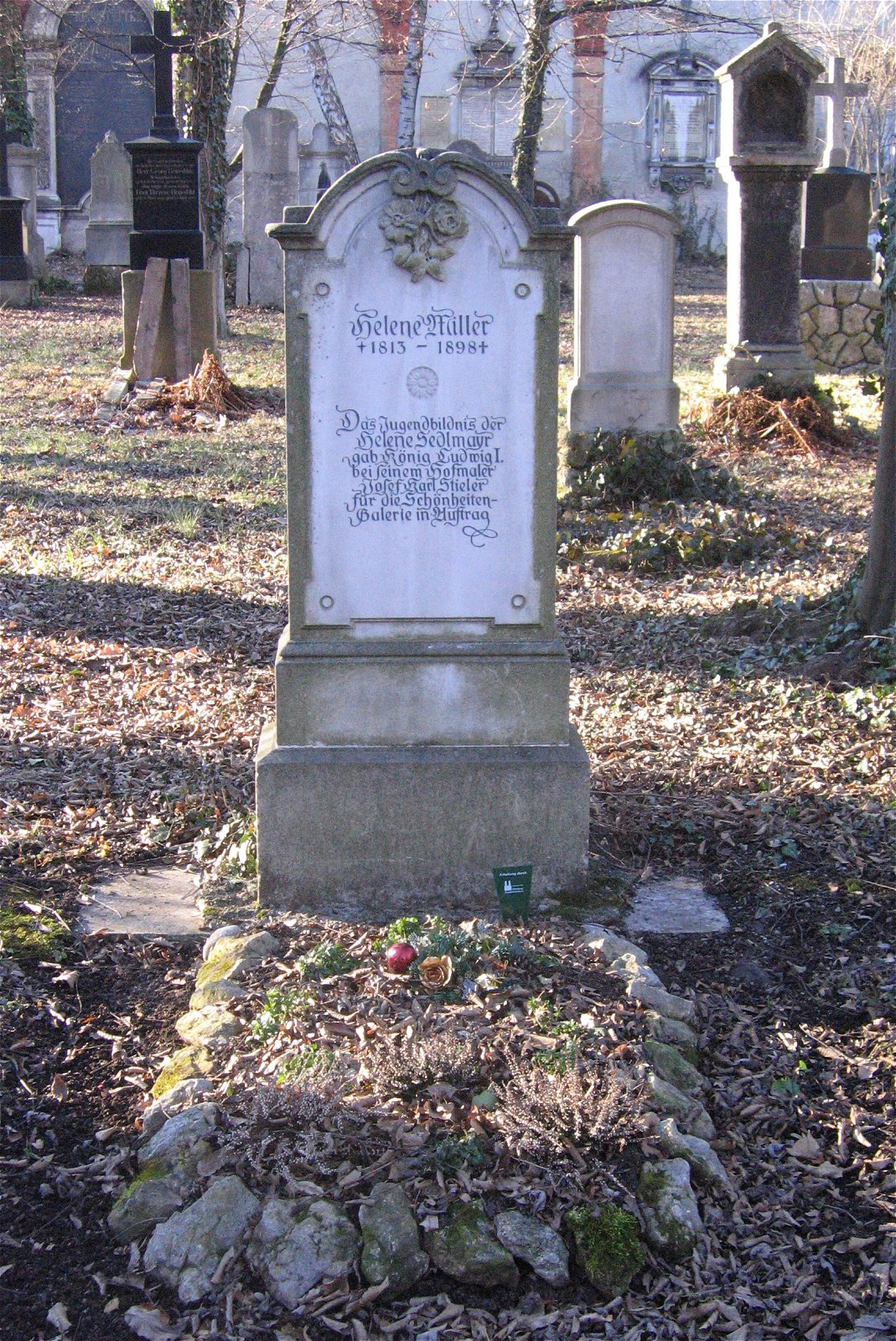
Grab auf dem Alten Südlichen Friedhof in München

Helene Kreszenz Sedlmayr, verheiratete Miller (* 12. Februar oder 12. Mai 1813 in Trostberg; † 18. November 1898 in München), galt als Inbegriff der schönen Münchnerin. Ihr Porträt gehört zu den bekanntesten der 38 Porträtmalereien Münchner Schönheiten in der Schönheitengalerie König Ludwigs I. in Schloss Nymphenburg.

## Leben
Die aus dem Chiemgau stammende Schusterstochter kam 1827 als 14-jährige Dienstmagd nach Altötting. Ein Jahr später wechselte sie ihren Dienstort nach München. Dort wurde sie Ausläuferin (Dienstbotin) im Spielwarengeschäft des Kaufmanns Auracher in der Briennerstraße. Als solche lieferte sie auch das Spielzeug für die Königskinder an den bayerischen Hof und fiel dort König Ludwig I. wegen ihrer Schönheit auf. Vom Hofmaler Joseph Karl Stieler wurde sie im Altmünchner Gwand um 1830 für die Schönheitengalerie des Königs porträtiert und galt als der Inbegriff der schönen Münchnerin.
„… für Helene Sedlmayr kaufte der König gar die Kleidung: ‚… der ich eine schöne silberne Riegelhaube, silberne Ketten für das Mieder, ein Halstuch, Kleid gegeben…‘, vermerkt er am 13. Dezember 1830.“
Am 14. April 1834 heiratete sie in der Münchener Frauenkirche König Ludwigs Kammerdiener Hermes Miller (1804–1871) und wurde Mutter von insgesamt zehn Kindern, neun Söhnen und einer Tochter. König Ludwig ließ sich zweimal als Taufzeuge für jeweils einen Sohn Ludwig Miller (beide starben jung) durch Vertreter eintragen. Königin Therese war Taufzeugin für Therese Miller, Max von Bayern für Maximilian Miller (später Hofgärtner) und Prinz Luitpold von Luitpold Miller (starb ebenfalls jung). Die Ehe galt als glücklich. Helene Miller starb 85-jährig am 18. November 1898 in München.

## Grabstätte
Die Grabstätte von ihr befindet sich auf dem Alten Südlichen Friedhof in München (Gräberfeld 38 – Reihe 3 – Platz 25) Standort.

## Nachfahren
Ihre Nachfahren, die Familie Miller, leben bis heute in Berchtesgaden.